# Джиро д'Італія
Джиро д'Італія (італ. Giro d'Italia, також звана Giro, Джиро) — щорічні багатоетапні велоперегони, що переважно проводяться в Італії, однак також час від часу проходять іншими країнами. Перші перегони було організовано 1909 року, щоб підвищити продажі газети La Gazzetta dello Sport, однак зараз проводиться RCS Sport. Перегони проводяться щорічно, починаючи із своєї першої версії у 1909 році, за винятком відміни змагань протягом двох світових воєн. Коли Джиро стала відомою і популярною, перегони подовжили, а пелотон розширився від переважно італійських учасників до гонщиків з усього світу. Джиро — захід Світового туру UCI, що означає, що команди, які змагаються у перегонах — це, переважно, команди Світового туру, за винятком тих команд, яких організатори можуть запросити.
Як і Тур де Франс та Вуельта Іспанії, Джиро є одним з трьох престижних велосипедних тритижневих гранд-турів. Джиро зазвичай проводиться наприкінці травня-початку червня. Хоча маршрут міняється кожного року, формат перегонів лишається тим самим: наявність, як мінімум, двох перегонів із роздільним стартом і проходження через альпійські гори, включаючи Доломіти. Як і інші гранд-тури, сучасні версії Джиро д'Італія, як правило, складаються з 21 одноденного сегменту (етапу) за 23-денний період, який включає 2 дні відпочинку.
На всіх етапах вимірюється фінішний час. Після фінішу час гонщиків сумується з їх часом на попередніх етапах. Гонщик з найнижчим сукупним часом є лідером перегонів і вдягає жадану рожеву майку. Хоча генеральна класифікація має найбільшу увагу, є й інші змагання, що проводяться під час Джиро: очкова класифікація для спринтерів, гірська класифікація для горосходжувачів, молодіжна класифікація для гонщиків у віці до 25 років та командна класифікація для команд, що змагаються на Джиро. Австралійський гонщик Том Дюмулен став переможцем версії гонки 2022 року.

## Історія

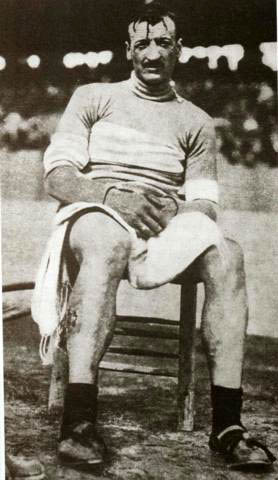
Луїджі Ганна, переможець дебютної Джиро д'Італія.

Ідею проведення велосипедних перегонів, які відбувалися б по Італії, вперше було запропоновано редактором La Gazzetta dello Sport Тулло Морганьї: він надіслав телеграму власнику газети, Еміліо Костаманьї, та редактору розділу велоспорту, Армандо Коугнету, в якій говорив про потребу в італійському турі. В той час конкурент La Gazzetta, «Корр'єре делла Сера» планувала провести свої велосипедні перегони після успіху, який вони мали з автомобільними перегонами. Морганьї тоді вирішив спробувати та провести свої перегони до того, як Корр'єре делла Сера проведе свої, проте у La Gazzetta не вистачало грошей. Однак, після успіху, який La Gazzetta мала після створення Джиро ді Ломбардія та Мілан-Сан Ремо, власник Костаманья вирішив втілити цю ідею. Їхні велоперегони було анонсовано 7 серпня 1908 року на першій сторінці видання La Gazzetta dello Sport того дня. Перегони мали відбутися у травні 1909 року. На ідею надихнув Тур де Франс і успіх, який мали L'Auto.
Через нестачу 25,000 лір, необхідних для проведення перегонів, організатори проконсультувались з Прімо Бонграні, бухгалтером банку Cassa di Risparmio і другом трьох організаторів. Після цього Бонграні поїхав по Італії з проханнями про пожертви на допомогу у проведенні змагань. Зусилля Бонграні були здебільшого успішними, він зібрав достатньо грошей, щоб покрити оперативні видатки. Гроші, які мали бути розподілені в якості призів, надійшли від казино у Санремо після того, як Франческо Сгірла, колишній співробітник Gazzetta, підбурив його на те, щоби зробити внесок у гонку. Навіть «Корр'єре», конкурент La Gazzetta, дала 3,000 лір у фонд гонки.
13 травня 1909 року о 02:53 127 гонщиків стартували на першій Джиро д'Італія з площі Лорето у Мілані. Змагання було розділено на вісім етапів, що покривали дистанцію у 2448 км. Усього 49 гонщиків фінішували, і італієць Луїджі Ганна переміг. Ганна виграв на трьох індивідуальних етапах та в генеральній класифікації. Ганна отримав 5325 лір в якості призу переможця, а останній гонщик у генеральній класифікації отримав 300 лір. Директор Джиро отримав тільки 150 лір за місяць, на 150 лір менше ніж гонщик, що зайняв останнє місце.
На першій Джиро переміг Луїджі Ганна, тоді як Карло Галетті виграв дві наступні Джиро. У 1912 році не було індивідуальної класифікації, натомість була тільки командна класифікація, у якій перемогла Team Atala. Джиро 1912 була єдиною гонкою, в якій не було індивідуальної класифікації. Починаючи з 1914 року формат підбиття результатів був змінений з системи, що базувалась на очках, на систему, засновану на часі, за якою перемагав велогонщик, який мав найнижчий сукупний час наприкінці гонки. Джиро була призупинена на чотири роки з 1915 до 1918 через Першу світову війну. Костанте Джирарденго був переможцем першої Джиро після війни у 1919 році.
Домінантною фігурою у 1920-ті роки був Альфредо Бінда, який виграв свою першу Джиро у 1925 році та продовжив ще однією перемогою у 1927 році, коли він виграв 12 з 15 етапів. Перемога у 1929 році сталася завдяки восьми послідовним етапам. На піку його панування Бінду викликали до головного офісу La Gazzetta dello Sport у 1930 році; газета звинуватила його у руйнуванні гонки та запропонувала йому 22,000 лір, щоб він був менш домінантним, від яких він відмовився. Бінда виграв п'ять Джиро до того, як зі звання домінуючого велогонщика його потіснив Джино Барталі. Прозваний «Залізною людиною Тоскани за свою витривалість, Барталі виграв дві Джиро протягом 1930-х років, у 1936 та 1937 роках. Панування Барталі було оскаржене у 1940 році, на останній Джиро перед Другою світовою війною, коли він зазнав поразки від свого 20-річного товариша по команді Фаусто Коппі.

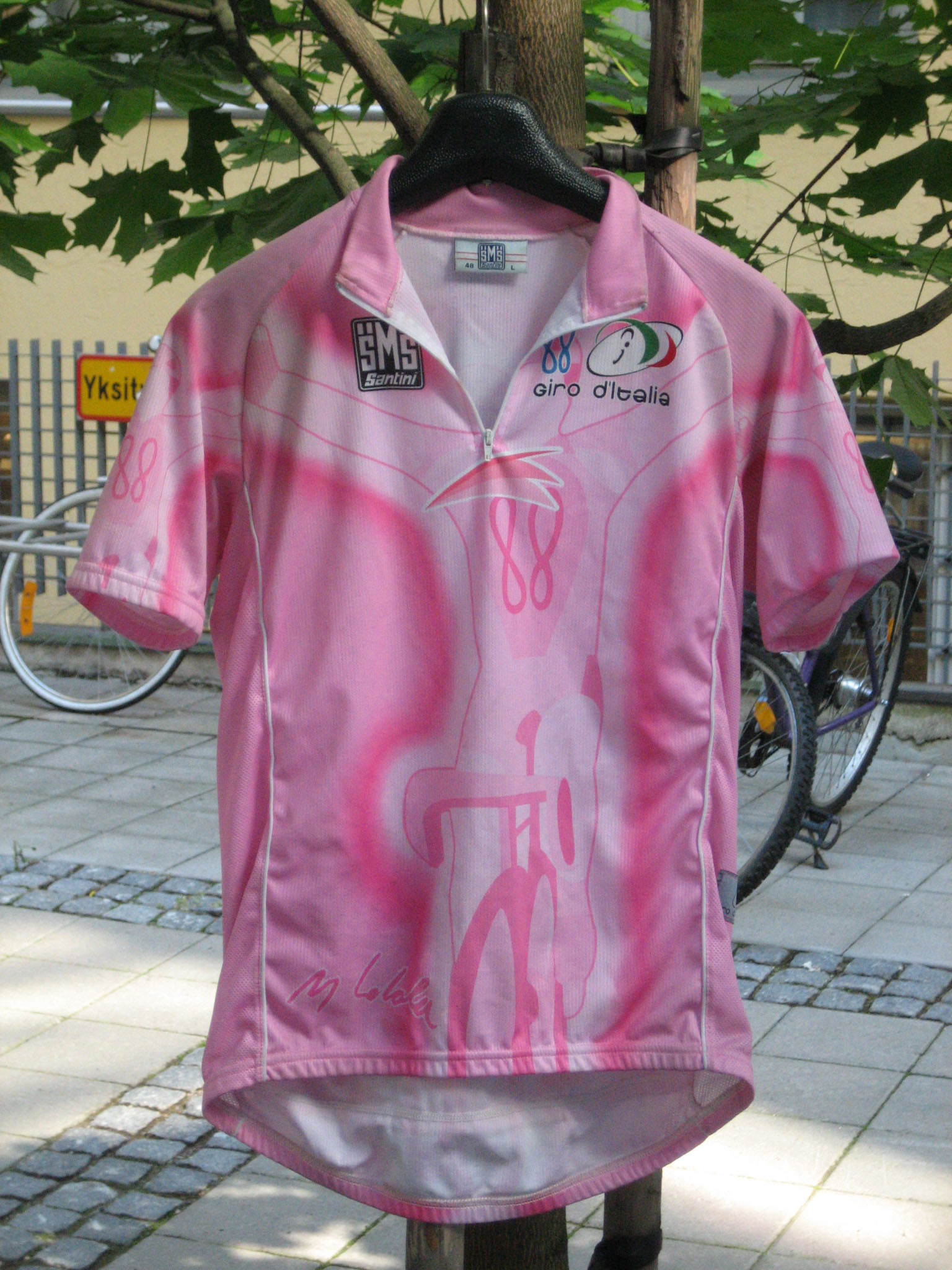
Рожеву майку (Maglia rosa) носить лідер генеральної класифікації.

Суперництво між Барталі та Коппі посилилося після війни. Барталі виграв свої останні Джиро у 1946 році, а Коппі виграв свої другі наступного року. Коппі виграв ще три Джиро та у 1952 році став першим велогонщиком, що виграв Тур де Франс та Джиро того самого року. Швейцарець Хуго Коблет став першим не-італійським переможцем перегонів 1950 року. Ніхто не домінував на турі протягом 1950-х років, Коппі, Шарлі Голь та Фьоренцо Маньї виграли по два Джиро кожен протягом десятиліття. 1960-ті роки пройшли схожим чином, п'ятиразовий переможець Тур де Франс Жак Анкетіль виграв у 1960 та 1964 роках, тоді як Франко Бальмамьйон виграв двоє Джиро підряд у 1962 та 1963 роках.
Бельгієць Едді Меркс був домінантною фігурою протягом 1970-х років. Його перша перемога прийшла у 1968 році; за іншим тріумфом у 1970 році послідували три послідовні перемоги з 1972 по 1974 рік, що є рекордом за кількістю послідовних перемог на Джиро. феліче Джимонді був переможцем у 1976 році, виграв свої треті Джиро. Бельгійці Мішель Поллентір та Йохан Де Майнк виграли дві послідовні Джиро у 1977 та 1978 роках. У 1980 році француз Бернар Іно, який на той момент вже виграв два Тур де Франс, став першим французьким переможцем з часів Анкетіля у 1964 році. Він играв ще дві Джиро у 1982 та 1985 роках.
Стівен Роуч став переможцем у 1987 році, в якому він також виграв Тур та Чемпіонат світу з шосейних велогонок. Наступного року американець Ендрю Хемпстен став першим не-європейським переможцем, а Лоран Фіньйон став переможцем у 1989 році. Іспанець Мігель Індурайн, переможець п'яти Турів, вигравав на послідовних Джиро у 1991 та 1992 роках. Триразовий переможець Вуельти Іспанії Тоні Ромінгер переміг у 1995 році, здолавши попереднього переможця Євгена Берзіна. Марко Пантані був переможцем у 1998 році, в якому він виграв дубль Тура та Джиро, Іван Готті виграв попередні Джиро 1997 року і наступну 1999 року.
Стефано Гарцеллі виграв Джиро 2000 року. Джильберто Сімоні був переможцем у 2001 та 2003 роках, а Паоло Савольделлі переміг 2002 року. Сімоні не вдалося виграти втретє 2004 року, коли його переміг товариш по команді Даміано Кунего. Савольделлі виграв свої другі Джиро 2005 року, перемігши Сімоні на 28 секунд. Іван Бассо був переможцем 2006 року, Даніло ді Лука виграв 2007 року, однак тур був затьмарений звинуваченнясми у застосуванні допінгу. Іспанець Альберто Контадор з Astana Pro Team був переможцем 2008 року; наступного року він брав участь у Тур де Франс замість Джиро, і Денис Меньшов став переможцем Джиро. Бассо повернувся після допінгового відсторонення, щоб знов завоювати свій титул 2010 року. Контадор був переможцем на подіумній церемонії у Мілані, однак пізніше його позбавили титулу після того, як він був визнаний винним у вживанні допінгу на Тур де Франс 2010. Перемогу присудили зайнявшему друге місце Мікеле Скарпоні.
На Джиро д'Італія 2011 Ваутер Вейландт постраждав у фатальній катастрофі на 3-му етапі.
Райдер Хешедаль став перший канадцем, що виграв Джиро у 2012 році, перемігши Хоакіма Родрігеса на 16 секунд. Завоювавши лідерство після восьмого етапу, Вінченцо Нібалі виграв ще два етапи, що допомогли йому консолідувати перевагу та виграти версію 2013 року.

## Класифікації
Деякі гонщики з кожної команди націлені на загальну перемогу, але є три інші змагання, які задіюють гонщиків усіх спеціалізацій: очкова, гірська, та класифікація для молодих гонщиків із сподіваннями на генеральну класифікацію. Найстаріша з чотирьох класифікацій — генеральна. Лідер кожної з вищезазначених класифікацій носить розпізнавальну майку. Якщо гонщик лідирує у більше, ніж одній, класифікації, яка нагороджує майками, він носить майку найбільш престижної класифікації. Менш престижну майку носить гонщик, який є другим у даному змаганні.

### Генеральна класифікація

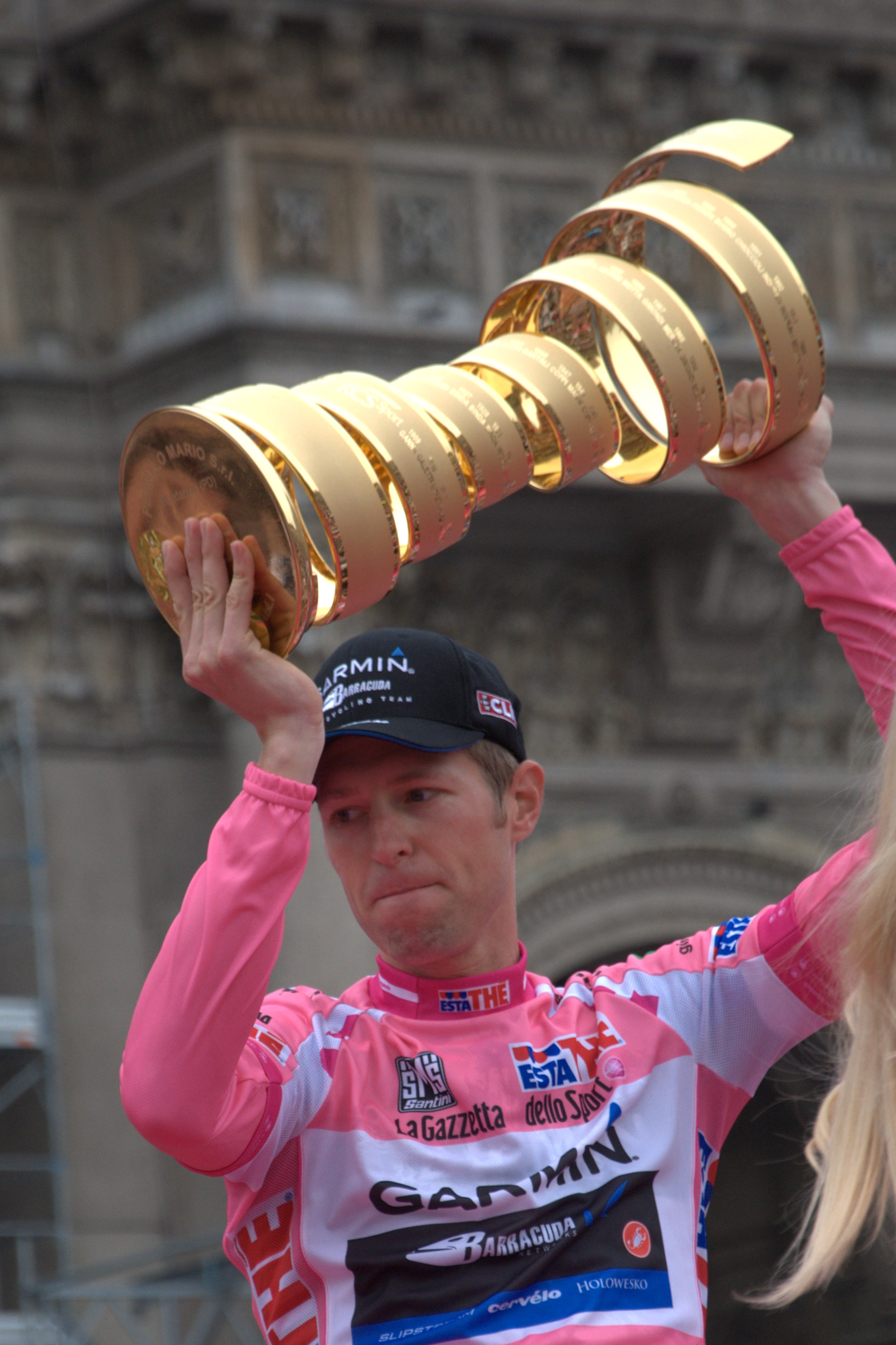
Райдер Хешедаль, переможець Джиро д'Італія 2012, у maglia rosa тримає кубок переможця у Мілані.

Найбільш бажана класифікація у Джиро д'Італія — це генеральна класифікація. На всіх етапах засікається час фінішу, після фінішу час гонщиків сумується з їх часом на попередніх етапах; тож гонщик з найнижчим сукупним часом є лідером гонки. Лідер визначається після завершення кожного етапу. Лідер гонки має привілей носити рожеву майку лідера гонки. Майка надається гонщику-лідеру на подіумі у місті фінішу етапу. Якщо гонщик лідує у більше, ніж одній, класифікації, в якій нагороджують майками, він буде носити maglia rosa, адже генеральна класифікація я найбільш важливою у гонці. Лідерство може змінюватись після кожного етапу.
Рожевий колір був обраний через те, що журнал, що створив Джиро, La Gazzetta dello Sport, друкувала свої газети на рожевому папері. Рожева майка була запроваджена у гонці на версії 1931 року, і з тих пір стала символом Джиро д'Італія. Першим гонщиком, що вдягнув рожеву майку був Леарко Гуерра. Кожна команда привозить на Джиро декілька рожевих майок заздалегідь на випадок, якщо один з її гонщиків стане лідером гонки. Гонщики зазвичай намагаються зробити додаткові зусилля, щоб зберегти майку якомога довше, щоб заробити більше реклами для команди та спонсора(ів) команди. Едді Меркс носив майку на 78 етапах, більше, ніж будь-який інший гонщик в історії Джиро д'Італія. Три гонщика виграли генеральну класифікацію п'ять разів протягом своїх кар'єр: Альфредо Бінда, Фаусто Коппі та Едді Меркс.
Переможець генеральної класифікації не завжди визначався за системою часу. На дебютній Джиро д'Італія організатори надали перевагу системі очок після скандалу, яка поглинула систему часу на Тур де Франс 1904. Більше того, організатори обрали систему очок, адже було б дешевше рахувати місця гонщиків, ніж засікати час гонщиків під час кожного етапу. Лідер гонки вираховувався шляхом додавання місця кожного гонщика на кожному етапі, та гонщик із найнижчим загальним число був лідером; якщо гонщик зайняв друге місце на першому етапі та третє на другому етапі, він мав би загальну кількість у п'ять очок. Система була модифікована наступного року та давала гонщикам, які зайняли 51-е місце та вище на етапі, 51 очко та зберігала систему розподілу очок незмінною для гонщиків, які зайняли місця з 1-го до 51-го на етапі. Підрахунок залишався незмінним до 1912 року, коли організатори вирішили провести гонку, що базувалася на командах, однак продовжити практику нарахування очок. Наступного року організатори гонки вирішили повернутися до системи 1911 року. У 1914 році організатори перейшли на систему, що використовується зараз, за якою сумується фінішний час гонщиків після кожного етапу, і таким чином визначається лідер генеральної класифікації.
Для гонщиків, які перетнули фінішну лінію на перших позиціях, існують часові бонуси:
| Тип | Тип              | 1-й | 2-й | 3-й |
| --- | ---------------- | --- | --- | --- |
|     | Плаский фініш    | 10» | 6"  | 4"  |
|     | Проміжний спринт | 3"  | 2"  | 1"  |

### Гірська класифікація

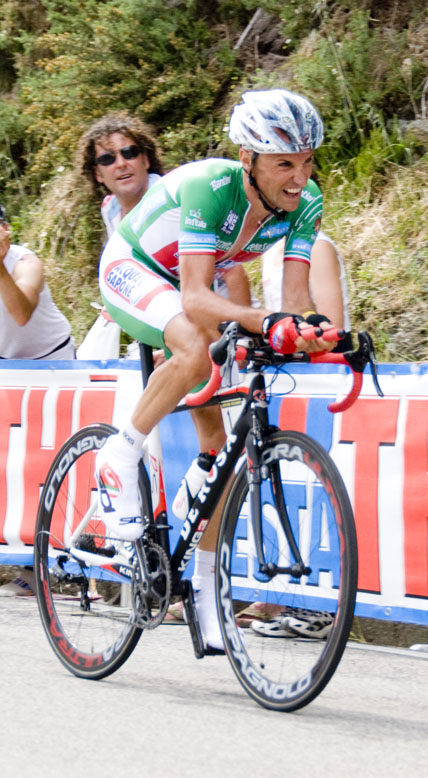
Стефано Гарцеллі у тоді зеленій майці лідера гірської класифікації у 2009 році.

Гірська класифікація — друга найстаріша класифікація, у якій гонщик нагороджується майкою, на Джиро д'Італія. Гірська класифікація була запроваджена на Джиро д'Італія у 1933 році та вперше була виграна Альфредо Біндою. Протягом гірських етапів гонки гонщику, який першим досягне верхівки кожного значимого підйому, дають очки. Очки також даються гонщикам, які близько слідують за лідером на кожному підйомі. Кількість наданих очок варіюється в залежності від класифікації пагорба, яка визначається крутизною та довжиною траси.
Майку горосходжувача носить гонщик, який на старті кожного етапу має найбільшу кількість гірських очок. Якщо гонщик лідирує у двох або більше категоріях, майку горосходжувача носить гонщик на другому або третьому місці у цьому змаганні. Наприкінці Джиро гонщик, який має найбільшу кількість гірських очок, виграє класифікацію. Що цікаво, деякі гонщики, особливо ті, хто не є спринтерами або не дуже добро виступають у роздільному старті, можуть намагатися виграти тільки це конкретне змагання на гонці. Джиро має чотири категорії гір. Вони різняться від 4-ї категорії, найпростішої, до 1-ї категорії, найскладнішої. Також є Чіма Коппі, найвища точка, яка досягається протягом конкретної Джиро, яка коштує більше очок, ніж інші підйоми першої категорії на гонці. Джино Барталі виграв гірську класифікацію рекордні сім разів.
Класифікація не нагороджувала лідера майкою до Джиро д'Італія 1974, коли організатори вирішили нагороджувати лідера зеленою майкою. Зелена майка використовувалась до 2012 року, коли спонсор класифікації, Banca Mediolanum, поновив своє спонсорство ще на чотири роки та забажав, щоб майка була синьою, а не зеленою. Стефано Пірацці виграв гірську класифікацію на Джиро д'Італія 2013.
Розподіл очок за гори є наступним:
| Тип | Тип                | 1-й | 2-й | 3-й | 4-й | 5-й | 6-й | 7-й | 8-й | 9-й |
| --- | ------------------ | --- | --- | --- | --- | --- | --- | --- | --- | --- |
|     | Чіма Коппі         | 40  | 28  | 21  | 15  | 9   | 5   | 3   | 2   | 1   |
|     | Перша категорія    | 32  | 20  | 14  | 10  | 7   | 4   | 2   | 1   |     |
|     | Друга категорія    | 14  | 9   | 6   | 4   | 2   | 1   |     |     |     |
|     | Третя категорія    | 7   | 4   | 2   | 1   |     |     |     |     |     |
|     | Четверта категорія | 3   | 2   | 1   |     |     |     |     |     |     |

### Очкова класифікація

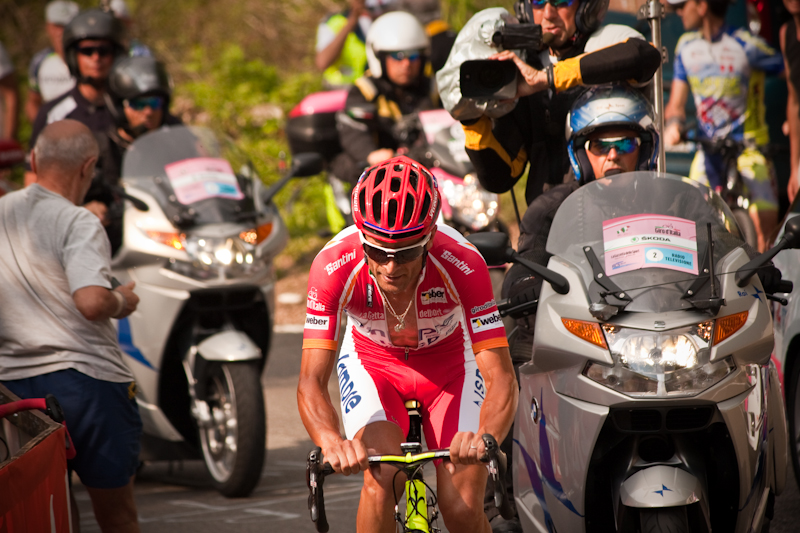
Мікеле Скарпоні у червоній майці на Джиро д'Італія 2011.

Очкова класифікація — третя найстарша з чотирьох класифікацій на Джиро д'Італія, які наразі нагороджують майками. Вона була запроваджена на Джиро д'Італія 1966 та вперше виграна Джанні Моттою. Очки надаються гонщику, який першим досягає фінішу або визначених місць протягом будь-якого етапу Джиро. Червону майку носить гонщик, який на початку кожного етапу має найбільшу кількість очок. Гонщик, який наприкінці Джиро має найбільше очок, виграє очкове змагання. Кожна перемога на етапі, незалежно від категорії етапу, даає 25 очок, друге місце коштує 20 очок, третє — 16, четверте — 14, п'яте — 12, шосте — 10, та всі наступні місця дають на очко менше аж до одного очка за п'ятнадцяте місце. Це означає, що справжній спринтер може не завжди вигравати в очковій класифікації. Класифікація була запроваджена, щоб залучити участь спринтерів. Класифікація була виграна по чотири рази двома гонщиками: Франческо Мозером та Джузеппе Саронні. Переможцем класифікації у 2013 році був Марк Кавендіш.
До того ж, етапи можуть мати один або більше проміжних спринтів: 8, 6, 4, 3, 2, 1 очко(и) надаються/ється першим трьом велогонщикам, які перетинають ці лінії. Ці очки також рахуються у ТВ-класифікації (Traguardo Volante або «літучий спринт»), окремій нагороді.
У перший рік, коли була застосована очкова класифікація, вона не мала майки, яка б надавалася лідеру класифікації. На Джиро д'Італія 1967 була запроваджена червона майка для лідера класифікації. Однак у 1969 році червона майка була замінена на цикламенову (фіолетову). Вона залишалася у такому кольорі до 2010 року, коли організатори вирішили знов змінити майку на червону при поверненні до оригінальної кольорової схеми для трьох другорядних класифікацій, яка відтворювала кольори італійського прапору.
Розподіл очок на спринтах є таким:
| Тип | Тип                              | 1-й | 2-й | 3-й | 4-й | 5-й | 6-й | 7-й | 8-й | 9-й | 10-й | 11-й | 12-й | 13-й | 14-й | 15-й |
| --- | -------------------------------- | --- | --- | --- | --- | --- | --- | --- | --- | --- | ---- | ---- | ---- | ---- | ---- | ---- |
|     | Фініш/Гонка з роздільним стартом | 25  | 20  | 16  | 14  | 12  | 10  | 9   | 8   | 7   | 6    | 5    | 4    | 3    | 2    | 1    |
|     | Проміжний спринт                 | 8   | 6   | 4   | 3   | 2   | 1   |     |     |     |      |      |      |      |      |      |

### Молодіжна класифікація
Молодіжна класифікація обмежується гонщиками, яким менше 25 років. Лідер класифікації визначається так само, як і в генеральній класифікації шляхом додавання часу гонщиків після кожного етапу, та гонщик-претендент з найнижчим сукупним часом стає лідером. Ця класифікація була запроваджена на Джиро д'Італія на версії 1976 року, коли Альфіо Ванді став першим її переможцем і фінішував на сьомому місці загалом. Змагання у класифікації не проводились з 1995 до 2006 року. Класифікація була знову запроваджена у 2007 році, і з тих пір присутня на кожній Джиро. Джиро д'Італія нагороджує лідера цієї класифікації білою майкою. Євген Берзін — єдиний гонщик в історії Джиро д'Італія, який виграв молодіжну та генеральну класифікації в один рік; Берзін виграв обидві класифікації у 1994 році. Два гонщики виграли молодіжну класифікації по двічі протягом своїх кар'єр: Володимир Пульніков та Павло Тонков. У 2013 році її виграв Карлос Бетанкур.

### Командна класифікація
На Джиро д'Італія є дві командні класифікації, у яких проводяться змагання: Trofeo Fast Team та Trofeo Super Team. Trofeo Fast Team старша з двух, адже вона була запроваджена на першій Джиро д'Італія. Вперше її виграла Atala. Trofeo Fast Team рахується шляхом додавання часу трьох кращих велогонщиків кожної команди на кожному етапі; командою-лідером була команда з найнижчим загальним часом. Класифікація називалась просто командною класифікацією на кожній версії, поки організатори не змінили її ім'я на Trofeo Fast Team для Джиро д'Італія 1994. Team Sky виграла класифікацію Trofeo Fast Team у 2013 році.
Trofeo Super Team була запроваджена на Джиро д'Італія 1993 в якості командної очкової класифікації. Назва Trofeo Super Team була прийнята для Джиро версії 1994 року та використовується з тих пір. Вперше класифікацію виграла Ariostea у 1993 році. Класифікація є командною очковою класифікацією, в якій перші 20 гонщиків на кожному етапі заробляють очки (20 за перше місце, 19 за друге місце і так далі до одного очка за 20-те) для своєї команди. Movistar Team виграла Trofeo Super Team у 2013 році.

### Другорядні класифікації
Інші менш відомі класифікації, чиї лідери не отримають спеціальну майку, також нагороджуються протягом Джиро. Ці нагороди засновані на очках, які заробляються протягом трьох тижнів тура. Кожний етап з масовим стартом має один проміжний спринт, Traguardo Volante або ТВ (TV). ТВ дає бонусні секунди у генеральній класифікації, очки у звичайних очкових класифікаціях, а також очки у ТВ-класифікації. Ця нагорода була відома під різними назвами у попередні роки, а також раніше була заснована на часі. У 2013 році цю класифікацію перейменували на спринтову класифікацію, її виграв Рафаель Андріату.
Інші нагороди включають класифікацію найагресивнішого гонщика, яка є компіляцією очок, зароблених за місця при перетині проміжних спринтів, гірських перевалів та фінішів на етапах. У 2013 році її виграв Марк Кавендіш. Класифікація Azzurri d'Italia базується на порядку фінішів; однак очками нагороджуються лише перші три гонщики на фініші кожного етапу. Її також нещодавно виграв Марк Кавендіш. Більше того, Trofeo Fuga Pinarello нагороджувала гонщиків, які брали участь у відривах, кожний гонщик у відриві з десяти або менше гонщиків заробляв по одному очку за кожний кілометр, який він проїжджав попереду групи. Рафаель Андріату з Vini Fantini-Selle Italia був першим у цьому змаганні у 2013 році. Командам дають штрафні очки за незначні технічні порушення. Cannondale Pro Cycling Team виграла класифікацію чесної гри, заробивши тільки 20 очок у версії 2013 року.

### Недійсні класифікації
У 1946 році була запроваджена maglia nera (чорна майка), якою нагороджували велогонщика, що був на останньому місці у генеральній класифікації. Гонщики іноді навмисно витрачали час, щоб стати останніми загалом та, таким чином, вдягнути чорну майку. Класифікація не проіснувала довго, адже останнього разу вона розігрувалась на Джиро д'Італія 1951. Класифікацію двічі вигравав Луїджі Малаброкка, який перемагав у ній у 1946 та 1947 роках. Останнім переможцем maglia nera був Джованні Пінарелло.
Класифікація інтерджиро була запроваджена у 1989 році та вперше виграна югославом Юре Павлічем. На кожному етапі була точка до фінішу, де час гонщиків засікався, поки вони не перетнуть лінію. Час кожного гонщика з кожного етапу додавався для визначення лідеру класифікації. Лідер класифікації нагороджувався синьою майкою. Класифікація розігрувалась кожного року зі свого запровадження до 2005 року. Останнім переможцем класифікації був Стефано Дзаніні. Фабріціо Гуїді виграв класифікацію тричі, більше за всіх гонщиків. Гуїді виграв цю класифікацію у 1996, 1999 та 2000 роках.ref name="cyclingnews1"/>
Також була комбінована класифікація, яка була запроваджена на Джиро д'Італія 1985 та вперше виграна Урсом Фройлером. Класифікація була відмінена після Джиро д'Італія 1988. На версії Джиро 1988 року класифікація нагороджувала синьою майкою. Однак класифікацію знов ввели на Джиро д'Італія 2006, тоді її виграв Паоло Савольделлі. Класифікацію не повернули на Джиро д'Італія 2007.

## Типи етапів
Етап — одиниця гонки, яка покриває частину маршруту Джиро д'Італія в один день. Наразі Джиро д'Італія складається або з двадцяти одного етапу, або з двадцяти етапів та прологу, який є індивідуальною гонкою з роздільним стартом до 8 км в довжину. Є три типи етапів, які використовуються на Джиро д'Італія: етапи з масовим стартом, індивідуальні гонки з роздільним стартом та командні гонки з роздільним стартом. Етапи з масовим стартом складаються більшість з двадцяти одного гоночного дня на Джиро д'Італія кожного року. Індивідуальні гонки з роздільним стартом використовуються як мінімум двічі на кожній версії Джиро д'Італія. Командні гонки з роздільним стартом, з іншого боку, використовуються одного разу за гонку, якщо вони включені організаторами. Італієць Маріо Чіполліні має найбільшу кількість перемог на етапах в історії Джиро д'Італія — 42, а в Альфредо Бінди другий результат — 41.

### Етапи з масовим стартом

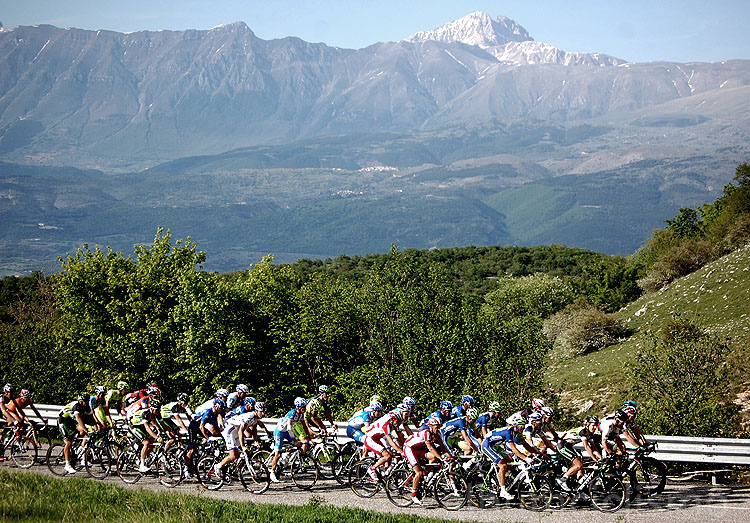
Пелотон на 7 етапі Джиро д'Італія 2012.

Більшість етапів у гонці, зазвичай, є етапами з масовим стартом, коли весь пелотон стартує разом. Етапи з масовим стартом починаються у різних містах з урочистим стартом задля більшої гласності, гонщики їдуть не в гоночному режимі. Гонщики потім їдуть кілька кілометрів довкола стартового міста етапу, поки не досягнуть нульового кілометру, де директор гонки махне прапором, гонка на етапі почнеться. Як тільки відмашка прапором була дана, зазчивай, починаються атаки гонщиків, які хочуть сформувати відрив.
Гонщикам дозволено торкатися, але не штовхати одне одного. Перший, хто перетне фінішну лінію, перемагає. На пласких етапах або етапах з низькими пагорбами, які, зазвичай, домінують протягом першого тижня, це веде до вражаючих групових спринтів.
Усі гонщики в групі фінішують з тим самим часом, що і лідер, що дозволяє запобігти небезпечним груповим спринтам. Не є незвичним, коли весь пелотон фінішує в одній групі, і хоча всі гонщики перетинають лінію протягом певного інтервалу, всім їм надається однаковий час. Коли гонщики падають або зазнають аварії протягом останніх 3 кілометрів етапу з пласким етапом, їм дається такий самий час, як і групі, в якій вони були до падіння. Ця зміна заохочує гонщиків спринтувати до фінішу задля очкових нагород без страху програти час групі. Останній кілометр гонки позначається червоним банером, на якому також написано Arrivo.
Бонусний час надається на Джиро з фініш на етапах на перших трьох позиціях. Гонщики, що зайняв перше місце, отримує двадцять секунд, друге — дванадцять секунд, а третє — шість секунд.

#### Гірські етапи
Джиро д'Італія відома своїми крутими та складними підйомами. Кожна гонка включає декілька етапів, які складаються з багатьох підйомів високої складності. Гонка традиційно проходить через Альпи з декількома найдовшими підйомами у Доломітах. Перший альпійський перевал, включений до гонки, проходив через Сестрієре у 1911 році. Доломіти вперше були включені в Джиро у 1937 році, коли гонка проходила через перевал Ролле та Пассо ді Косталунга. Деякими з найбільш відомих гір, які використовувались на Джиро, є Стельвіо, Пордої та Гавія. З 1965 року найвища точка на Джиро д'Італія називається Чіма Коппі на честь великого італійського горосходжувача Фаусто Коппі.
Етапи в горах часто стають причинами великих змін у генеральній класифікації. На звичайних етапах більшість гонщиків залишається в пелотоні до фінішу; однак протягом гірських етапів не є незвичним для гонщиків програти 30 хвилин або бути виключеними з гонки через фініш поза лімітом часу.

### Індивідуальні гонки з роздільним стартом

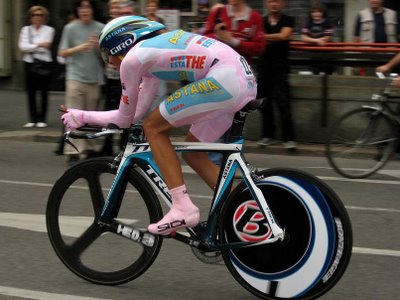
Альберто Контадор на гонці з роздільним стартом на Джиро д'Італія 2008.

На гонці з роздільним стартом гонщики індивідуально змагаються проти годинника. Якщо перший етап Джиро є гонкою з роздільним стартом, тоді порядок визначається випадковим чином, щоб встановити послідовність команд. Як тільки порядок команд обраний, команди можуть вибрати своє стартове місце. Якщо дійсний переможець Джиро д'Італія бере участь, він стартуватиме останнім. Гонщикам дають роздільний стартовий час з інтервалом від однієї до трьох хвилин. як тільки пройшов перший етап, та позиції в генеральній класифікації визначені, стартовий порядок гонщиків визначається у зворотному порядку генеральної класифікації, коли особа, що має найвище місце, їде останньою, а особа, що має найнижче місце, їде першою. Перша гонка з роздільним стартом була проведена на Джиро д'Італія 1933; вона проходила між Болоньєю та Феррарою та мала довжину в 62 км. Першу гонку з роздільним стартом виграв Альфредо Бінда.
Перший етап на сучасних Джиро часто є короткою гонкою з роздільним стартом, прологом, що проводиться для того, щоб вирішити, хто буде носити рожеве на дні відкриття. Щоб бути класифікованою як пролог, гонка з роздільним стартом має бути коротше 8 км. Перший пролог відбувся на Джиро д'Італія 1968. Маршрут у 5.7 км простягався по вулицям Кампьоне-д'Італія, а переможцем став Шарлі Гросскост. Гонщики проїхали цей маршрут у незвичному форматі, десятью групами по тринадцять людей, а їх час не зараховувався в генеральній класифікації.
Зазвичай, на кожній сучасній версії Джиро д'Італія є дві або три гонки з роздільним стартом, рахуючи командну гонку з роздільним стартом. Остання гонка з роздільним стартом, час від часу, проводиться на останньому етапі, але найчастіше — на передостанньому.

### Командна гонка з роздільним стартом

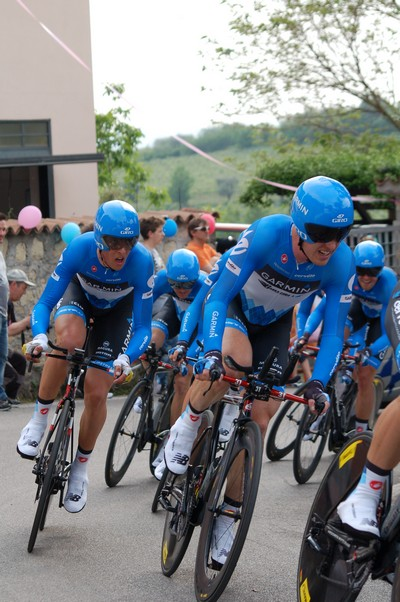
Команда протягом 4 етапу Джиро д'Італія 2012.

Командна гонка з роздільним стартом — це гонка проти годинника, в якій кожна команда їде окремо. Порядок для командної гонки з роздільним стартом визначається зворотнім шляхом по командній класифікації, за винятком команди лідера гонки, яка завжди стартує останньою. Стартовий час команд відділяється інтервалами в п'ять хвилин. Гонщики працюють разом протягом командної гонки з роздільним стартом, проводячи черги попереду, щоб підняти темп та прорватися крізь вітер, створюючи повітряний коридор для своїх товаришів по команді, що дозволяє їм економити енергію. Час рахується по п'ятому гонщику кожної команди: гонщики, які відстають від своєї команди на відстань більше довжини велосипеда, отримують свій власний час. Командну розділку критикують за фаворитизм стосовно сильних команд та перешкоди для сильних гонщиків із слабких команд. Найновіша командна гонка з роздільним стартом на Джиро проводилась на версії 2015 року, коли її виграла Orica–Scott.
Командна гонка з роздільним стартом використовувалась 20 разів в історії Джиро д'Італія. Перша командна гонка з роздільним стартом відбулася на Джиро д'Італія 1937 та була виграна італійською командою Legnano. Маршрут довжиною в 60 км простягався від В'яреджо до Масси.

### Міста етапів
Кожний етап починається та закінчується у місті. Більшість етапів має різні міста старту та фінішу, однак деякі етапи мають ті й самі локації старту та фінішу. Мілан був місцем старту та фінішу етапів 137 разів, адже гонка традиційно фінішує в Мілану. До того ж, протягом ранніх років свого існування гонка починалася в Мілані. Мілан був стартом та фінішем етапів найбільшу кількість разів, тоді як Рим трохи менше, а багато міст приймало більше 25 етапів.

## Переможці

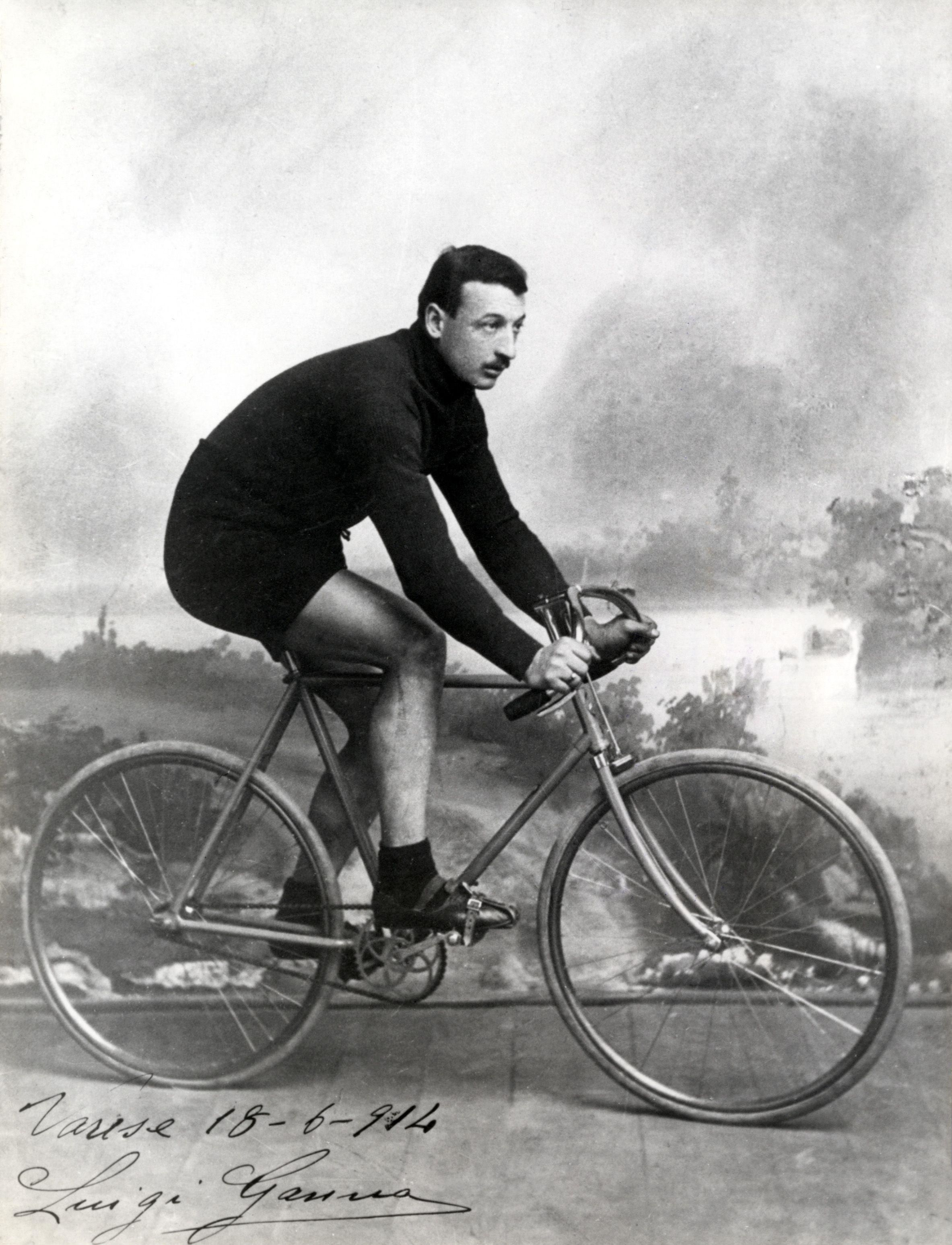
Луїджі Ганна — перший переможець Джиро

Найбільшу кількість разів — п'ять — перемогу на турі святкували італійці Альфредо Біндо, Фаусто Коппі та бельгієць Едді Меркс. Інші майки найчастіше діставались Франческо Мозеру та Джузеппе Сароні (4 перемоги за очками кожен) і Джино Барталі (7 титулів «Короля Гір»).
| Рік                                                   | Генеральна кваліфікація · | Лідер по очках ·       | Гірська кваліфікація ·         | Молодіжна кваліфікація · |
| ----------------------------------------------------- | ------------------------- | ---------------------- | ------------------------------ | ------------------------ |
| 1909                                                  | Луїджі Ганна              | не присуджена          | не присуджена                  | не присуджена            |
| 1910                                                  | Карло Галетті             | не присуджена          | не присуджена                  | не присуджена            |
| 1911                                                  | Карло Галетті             | не присуджена          | не присуджена                  | не присуджена            |
| 1912                                                  | Команда Атала             | не присуджена          | не присуджена                  | не присуджена            |
| 1913                                                  | Карло Оріані              | не присуджена          | не присуджена                  | не присуджена            |
| 1914                                                  | Альфонсо Калзоларі        | не присуджена          | не присуджена                  | не присуджена            |
| 1915 — 1918: не відбувались через Першу світову війну |                           |                        |                                |                          |
| 1919                                                  | Костанте Джирарденго      | не присуджена          | не присуджена                  | не присуджена            |
| 1920                                                  | Гаетано Беллоні           | не присуджена          | не присуджена                  | не присуджена            |
| 1921                                                  | Джованні Брунеро          | не присуджена          | не присуджена                  | не присуджена            |
| 1922                                                  | Джованні Брунеро          | не присуджена          | не присуджена                  | не присуджена            |
| 1923                                                  | Костанте Джирарденго      | не присуджена          | не присуджена                  | не присуджена            |
| 1924                                                  | Джузеппе Енрічі           | не присуджена          | не присуджена                  | не присуджена            |
| 1925                                                  | Альфредо Біндо            | не присуджена          | не присуджена                  | не присуджена            |
| 1926                                                  | Джованні Брунеро          | не присуджена          | не присуджена                  | не присуджена            |
| 1927                                                  | Альфредо Біндо            | не присуджена          | не присуджена                  | не присуджена            |
| 1928                                                  | Альфредо Біндо            | не присуджена          | не присуджена                  | не присуджена            |
| 1929                                                  | Альфредо Біндо            | не присуджена          | не присуджена                  | не присуджена            |
| 1930                                                  | Луїджі Маркізіо           | не присуджена          | не присуджена                  | не присуджена            |
| 1931                                                  | Франческо Камуссо         | не присуджена          | не присуджена                  | не присуджена            |
| 1932                                                  | Антоніо Песенті           | не присуджена          | не присуджена                  | не присуджена            |
| 1933                                                  | Альфредо Біндо            | не присуджена          | Альфредо Біндо                 | не присуджена            |
| 1934                                                  | Леарко Гуерра             | не присуджена          | Ремо Бертоні                   | не присуджена            |
| 1935                                                  | Васко Бергамаські         | не присуджена          | Джино Барталі                  | не присуджена            |
| 1936                                                  | Джино Барталі             | не присуджена          | Джино Барталі                  | не присуджена            |
| 1937                                                  | Джино Барталі             | не присуджена          | Джино Барталі                  | не присуджена            |
| 1938                                                  | Джованні Валетті          | не присуджена          | Джованні Валетті               | не присуджена            |
| 1939                                                  | Джованні Валетті          | не присуджена          | Джино Барталі                  | не присуджена            |
| 1940                                                  | Фаусто Коппі              | не присуджена          | Джино Барталі                  | не присуджена            |
| 1941 — 1945: не відбувались через Другу світову війну |                           |                        |                                |                          |
| 1946                                                  | Джованні Барталі          | не присуджена          | Джино Барталі                  | не присуджена            |
| 1947                                                  | Фаусто Коппі              | не присуджена          | Джино Барталі                  | не присуджена            |
| 1948                                                  | Фіоренцо Магні            | не присуджена          | Фаусто Коппі                   | не присуджена            |
| 1949                                                  | Фаусто Коппі              | не присуджена          | Фаусто Коппі                   | не присуджена            |
| 1950                                                  | Уго Коблет                | не присуджена          | Уго Коблет                     | не присуджена            |
| 1951                                                  | Фіоренцо Магні            | не присуджена          | Луї Бобе                       | не присуджена            |
| 1952                                                  | Фаусто Коппі              | не присуджена          | Рафаель Джемініані             | не присуджена            |
| 1953                                                  | Фаусто Коппі              | не присуджена          | Паскуале Форнара               | не присуджена            |
| 1954                                                  | Карло Клерічі             | не присуджена          | Фаусто Коппі                   | не присуджена            |
| 1955                                                  | Фіоренцо Магні            | не присуджена          | Гастоне Ненчіні                | не присуджена            |
| 1956                                                  | Шарлі Голь                | не присуджена          | Шарлі Голь                     | не присуджена            |
| 1957                                                  | Гастоне Ненчіні           | не присуджена          | Рафаель Джемініані             | не присуджена            |
| 1958                                                  | Ерколе Балдіні            | не присуджена          | Жан Бранкарт                   | не присуджена            |
| 1959                                                  | Шарлі Голь                | не присуджена          | Шарлі Голь                     | не присуджена            |
| 1960                                                  | Жак Анкетіль              | не присуджена          | Рік Ван Лой                    | не присуджена            |
| 1961                                                  | Арнальдо Памб'янко        | не присуджена          | Віто Такконе                   | не присуджена            |
| 1962                                                  | Франко Балмаміон          | не присуджена          | Анджеліно Солер                | не присуджена            |
| 1963                                                  | Франко Балмаміон          | не присуджена          | Віто Такконе                   | не присуджена            |
| 1964                                                  | Жак Анкетіль              | не присуджена          | Франко Бітоссі                 | не присуджена            |
| 1965                                                  | Віттріо Адорні            | не присуджена          | Франко Бітоссі                 | не присуджена            |
| 1966                                                  | Джанні Мотта              | Джанні Мотта           | Франко Бітоссі                 | не присуджена            |
| 1967                                                  | Феліче Джімонді           | Діно Зандегу           | Ауреліо Гонсалес               | не присуджена            |
| 1968                                                  | Едді Меркс                | Едді Меркс             | Едді Меркс                     | не присуджена            |
| 1969                                                  | Феліче Джімонді           | Франко Бітоссі         | Клаудіо Мікелотто              | не присуджена            |
| 1970                                                  | Едді Меркс                | Франко Бітоссі         | Мартін Ван Ден Боссе           | не присуджена            |
| 1971                                                  | Йоста Петтерссон          | Маріно Бассо           | Хосе Мануель Фуенте            | не присуджена            |
| 1972                                                  | Едді Меркс                | Роже Де Вламінк        | Хосе Мануель Фуенте            | не присуджена            |
| 1973                                                  | Едді Меркс                | Едді Меркс             | Хосе Мануель Фуенте            | не присуджена            |
| 1974                                                  | Едді Меркс                | Роже Де Вламінк        | Хосе Мануель Фуенте            | не присуджена            |
| 1975                                                  | Фаусто Бертольйо          | Роже Де Вламінк        | Андрес Оліва Франсіско Гальдос | не присуджена            |
| 1976                                                  | Феліче Джімонді           | Франческо Мозер        | Андрес Оліва                   | Альфіо Ванді             |
| 1977                                                  | Мішель Поллент'єр         | Франческо Мозер        | Фаустіно Фернандес Овіес       | Маріо Брекчія            |
| 1978                                                  | Йоган де Мюйнк            | Франческо Мозер        | Улі Саттер                     | Роберто Вісентіні        |
| 1979                                                  | Джузеппе Сароні           | Джузеппе Сароні        | Клаудіо Бортолотто             | Сільвано Контіні         |
| 1980                                                  | Бернар Іно                | Джузеппе Сароні        | Клаудіо Бортолотто             | Томмі Прім               |
| 1981                                                  | Джованні Баттальїн        | Джузеппе Сароні        | Клаудіо Бортолотто             | Джузеппе Фарака          |
| 1982                                                  | Бернар Іно                | Франческо Мозер        | Люсьєн Ван Імпе                | Марко Гроппо             |
| 1983                                                  | Джузеппе Сароні           | Джузеппе Сароні        | Люсьєн Ван Імпе                | Франко К'єоччіолі        |
| 1984                                                  | Франческо Мозер           | Урс Фройлер            | Лоран Фіньон                   | Шарлі Мотте              |
| 1985                                                  | Бернар Іно                | Йоган ван дер Велде    | Хосе Луїс Наварро              | Альберто Вольпі          |
| 1986                                                  | Роберто Вісентіні         | Гвідо Бонтемпі         | Педро Муньйос                  | Марко Джованнетті        |
| 1987                                                  | Стівен Рош                | Йоган ван дер Велде    | Роберт Міллар                  | Роберто Конті            |
| 1988                                                  | Ендрю Гемпстен            | Йоган ван дер Велде    | Ендрю Гемпстен                 | Стефано Томазіні         |
| 1989                                                  | Лоран Фіньон              | Джованні Фіданца       | Луїс Еррера                    | Володимир Пульников      |
| 1990                                                  | Джанні Буньо              | Джанні Буньо           | Клаудіо К'яппуччі              | Володимир Пульников      |
| 1991                                                  | Франко К'єоччіолі         | Клаудіо К'яппуччі      | Іньякі Гастон                  | Массіміліано Леллі       |
| 1992                                                  | Мігель Індурайн           | Маріо Чіполліні        | Клаудіо К'яппуччі              | Павло Тонков             |
| 1993                                                  | Мігель Індурайн           | Адріано Баффі          | Клаудіо К'яппуччі              | Павло Тонков             |
| 1994                                                  | Євген Берзін              | Джамолідін Абдужапаров | Паскаль Річард                 | Євген Берзін             |
| 1995                                                  | Тоні Ромінгер             | Тоні Ромінгер          | Маріано Пікколі                | не присуджена            |
| 1996                                                  | Павло Тонков              | Фабріціо Гуїді         | Маріано Пікколі                | не присуджена            |
| 1997                                                  | Іван Готті                | Фабріціо Гуїді         | Маріано Пікколі                | не присуджена            |
| 1998                                                  | Марко Пантані             | Маріано Пікколі        | Марко Пантані                  | не присуджена            |
| 1999                                                  | Іван Готті                | Лоран Жалабер          | Чепе Гонсалес                  | не присуджена            |
| 2000                                                  | Стефано Гарцеллі          | Дмитро Конишев         | Франческо Касагранде           | не присуджена            |
| 2001                                                  | Джільберто Сімоні         | Массімо Штраццер       | Фреді Гонсалес                 | не присуджена            |
| 2002                                                  | Паоло Савольделлі         | Маріо Чіполліні        | Хуліо Альберто Перес           | не присуджена            |
| 2003                                                  | Джільберто Сімоні         | Джільберто Сімоні      | Фреді Гонсалес                 | не присуджена            |
| 2004                                                  | Дам'яно Кунего            | Алессандро Петаккі     | Фабіан Вегманн                 | не присуджена            |
| 2005                                                  | Паоло Савольделлі         | Паоло Беттіні          | Хосе Рухано                    | не присуджена            |
| 2006                                                  | Іван Бассо                | Паоло Беттіні          | Хуан Мануель Гарате            | не присуджена            |
| 2007                                                  | Даніло Ді Лука            | Даніло Ді Лука         | Леонардо П'єполі               | Енді Шлек                |
| 2008                                                  | Альберто Контадор         | Данієле Беннаті        | Емануеле Селла                 | Рікардо Рікко            |
| 2009                                                  | Денис Меньшов             | Денис Меньшов          | Стефано Гарцеллі               | Кевін Селдраєрс          |
| 2010                                                  | Іван Бассо                | Кадел Еванс            | Метью Ллойд                    | Річі Порте               |
| 2011                                                  | Мікеле Скарпоні           | Мікеле Скарпоні        | Стефано Гарцеллі               | Роман Кройцигер          |
| 2012                                                  | Райдер Гешедаль           | Йоакім Родрігес        | Маттео Работтіні               | Рігоберто Уран           |
| 2013                                                  | Вінченцо Нібалі           | Марк Кавендіш          | Стефано Пірацці                | Карлос Бетанкур          |
| 2014                                                  | Наїро Кінтана             | Насер Буханні          | Хуліан Арредондо               | Наїро Кінтана            |
| 2015                                                  | Альберто Контадор         | Джакомо Ніццоло        | Джованні Вісконті              | Фабіо Ару                |
| 2016                                                  | Вінченцо Нібалі           | Джакомо Ніццоло        | Мікель Нієве                   | Боб Юнгельс              |
| 2017                                                  | Том Дюмулен               | Фернандо Гавірія       | Мікель Ланда                   | Боб Юнгельс              |
| 2018                                                  | Кріс Фрум                 | Елія Вівіані           | Кріс Фрум                      | Джино Медер              |
| 2019                                                  | Річард Карапас            | Паскаль Акерманн       | Джульо Чікконе                 | Мігель Анхель Лопес      |
| 2020                                                  | Тео Гейган Гарт           | Арно Демар             | Рубен Геррейру                 | Тео Гейган Гарт          |
| 2021                                                  | Еган Берналь              | Петерт Саган           | Жоффре Бушар                   | Еган Берналь             |
| 2022                                                  | Джей Гіндлі               | Арно Демар             | Коен Бовман                    | Хуан Педро Лопес         |

## Український слід на Джиро
Велогонщики з України не раз брали участь у супербагатоденці, а Ярослав Попович та Сергій Гончар навіть ставали призерами генеральної класифікації: Попович посів 3-ю сходинку підсумкового п'єдесталу у 2003 році, Гончар наступного року став 2-м. Впродовж Джиро-2004 навіть стався етап (індивідуальна гонка на час або скорочено ТТ) біля Трієста, на якому Сергій Гончар здобув перемогу, а Ярослав Попович одягнув «рожеву майку» лідера.

## Виноски
1. 1 2 3 4 5  Fotheringham, William (30 червня 2003). The Heroic Age. Century of Cycling: The Classic Races and Legendary Champions. London, England, United Kingdom: MBI Publishing Company. с. 103—104. ISBN 978-0-7603-1553-8. Процитовано 17 липня 2012.{{cite book}}:  Обслуговування CS1: Сторінки з параметром url-status, але без параметра archive-url (посилання)
2. 1 2 3 4 5 6 7 8 9  Bill and Carol McGann. 1909 Giro d'Italia. Bike Race Info. Dog Ear Publishing. Архів оригіналу за 13 червня 2017. Процитовано 10 липня 2012.
3. 1 2 3 4 5 6 7 8 9 10 11 12 13 14 15 16 17 18 19 20 21 22 23  History. La Gazzetta dello Sport. RCS MediaGroup. Архів оригіналу за 9 травня 2005. Процитовано 15 вересня 2010.
4. 1 2  Leslie Reissner (23 червня 2011). The Giro d’Italia: Don’t Go Home Yet!. PezCycling News. Архів оригіналу за 19 червня 2014. Процитовано 27 травня 2012.
5. 1 2  La Vuelta De Italia [The Giro d'Italia]. El Mundo Deportivo (Spanish) . 10 червня 1909. с. 3. Архів оригіналу (PDF) за 23 лютого 2014. Процитовано 27 травня 2012.
6. ↑  Castelnovi, Giuseppe (9 червня 2001). qual e' stato il giro d' italia piu' lungo, e quale il piu' breve ?. La Gazzetta dello Sport (Italian) . Архів оригіналу за 8 травня 2014. Процитовано 6 вересня 2010.
7. ↑  Giro d'Italia: In numbers. Eurosport. 6 травня 2011. Архів оригіналу за 16 серпня 2011. Процитовано 17 липня 2011.
8. ↑  Gallagher, Brendan (7 травня 2009). Giro d'Italia celebrates centenary year. The Daily Telegraph. London. Архів оригіналу за 31 жовтня 2010. Процитовано 4 вересня 2010.
9. ↑  Stanley, Alessandra (6 травня 2000). Gino Bartali, 85, a Hero in Italy For His Cycling Championships. The New York Times. New York City. Процитовано 5 вересня 2010.
10. ↑  Fotheringham, 2010, с. 37
11. 1 2  Henderson, Greg (15 травня 2009). 50 Giro facts you need to know. Cycling News. Future Publishing Limited. Архів оригіналу за 13 вересня 2011. Процитовано 5 вересня 2010.
12. ↑  Jacques Anquetil. The Daily Telegraph. London. 12 травня 2010. Архів оригіналу за 6 червня 2014. Процитовано 17 липня 2011.
13. ↑  Sykes, 2008, с. 35
14. ↑  van Walleghem, 1993, с. 73
15. ↑  Grand Tour Doubles – Bernard Hinault. Cycle Sport. IPC Media. Архів оригіналу за 6 листопада 2011. Процитовано 17 липня 2011.
16. ↑  Doyle, Paul (5 липня 2007). Roche remembers his annus mirabilis. The Guardian. London. Архів оригіналу за 9 травня 2014. Процитовано 5 вересня 2010.
17. ↑  Benson, Andrew (19 березня 2004). End of a troubled ride. BBC Sport. Архів оригіналу за 27 серпня 2007. Процитовано 5 вересня 2010.
18. ↑  Ekström, Gabriella (3 червня 2000). Stage 20 – June 3: Briancon to Sestrieres, (ITT) 34 km. Cycling News. Future Publishing Limited. Архів оригіналу за 28 квітня 2011. Процитовано 5 вересня 2010.
19. ↑  Italian Di Luca fails doping test. BBC Sport. 22 липня 2009. Процитовано 6 вересня 2010.
20. ↑  Menchov wins Giro despite crash. BBC Sport. 31 травня 2009. Архів оригіналу за 5 червня 2009. Процитовано 6 вересня 2010.
21. ↑  Italy's Ivan Basso wins second Giro d'Italia title. BBC Sport. 30 травня 2010. Архів оригіналу за 8 травня 2014. Процитовано 4 вересня 2010.
22. ↑  Alberto Contador wins 2011 Giro d'Italia. BBC Sport. 29 травня 2011. Процитовано 29 травня 2011.
23. ↑  Fotheringham, William (6 лютого 2012). Alberto Contsdor gets two-year ban and stripped of 2010 Tour de France. The Guardian. Архів оригіналу за 25 вересня 2015. Процитовано 6 лютого 2012.
24. ↑  Giro d'Italia 2012: Ryder Hesjadel is first Canadian to win the race. BBC Sport. 27 травня 2012. Архів оригіналу за 28 травня 2012. Процитовано 27 травня 2012.
25. ↑  Benson, Daniel (26 травня 2013). Giro d'Italia: Nairo Quintana seals overall victory in Trieste. Cycling News. Future Publishing Limited. Архів оригіналу за 13 березня 2015. Процитовано 5 вересня 2010.
26. 1 2 3 4 5 6 7 8 9 10 11 12 13 14 15 16 17 18 19 20 21 22 23 24 25 26 27  Laura Weislo (13 травня 2008). Giro d'Italia classifications demystified. Cycling News. Future Publishing Limited. Архів оригіналу за 17 червня 2014. Процитовано 27 серпня 2009.
27. 1 2 3 4 5 6  Gregg Seltzer (26 травня 2011). The History of the Giro d'Italia. Livestrong. Архів оригіналу за 7 червня 2013. Процитовано 30 липня 2012.
28. ↑  VeloNews.com (17 червня 2005). Happy Birthday, Eddy!. VeloNews. Competitor Group, Inc. Архів оригіналу за 10 травня 2015. Процитовано 23 червня 2012.
29. ↑  VeloNews.com (15 березня 2012). Giro d’Italia Hall of Fame inducts Eddy Merckx as its first member. VeloNews. Competitor Group, Inc. Архів оригіналу за 30 червня 2015. Процитовано 23 червня 2012.
30. ↑  The Belgian Italians couldn't resist - Eddy Merckx. Cycling News. Future Publishing Limited. 28 травня 2011. Архів оригіналу за 27 лютого 2014. Процитовано 1 жовтня 2012.
31. 1 2 3 4  Giro d'Italia 2009 (PDF). Infostrada sports. 2009. с. 187. Архів оригіналу (PDF) за 17 грудня 2010. Процитовано 29 червня 2011.
32. ↑  McGann, Bill; McGann, Carol. 1910 Giro d'Italia. Bike Race Info. Dog Ear Publishing. Архів оригіналу за 8 липня 2006. Процитовано 6 серпня 2012.
33. 1 2  McGann, Bill; McGann, Carol. 1913 Giro d'Italia. Bike Race Info. Dog Ear Publishing. Архів оригіналу за 4 березня 2014. Процитовано 6 серпня 2012.
34. ↑  McGann, Bill; McGann, Carol. 1914 Giro d'Italia. Bike Race Info. Dog Ear Publishing. Архів оригіналу за 20 квітня 2012. Процитовано 6 серпня 2012.
35. 1 2 3 4 5 6 7 8 9 10 11 12 13 14 15 16 17 18 19 20 21 22 23 24 25  Formula and Itinerary (PDF). Gazzetta della Sport. 2012. с. 6—7. Архів оригіналу (PDF) за 15 травня 2012. Процитовано 29 червня 2012.
36. 1 2 3  McGann, Bill; McGann, Carol. 1933 Giro d'Italia. Bike Race Info. Dog Ear Publishing. Архів оригіналу за 5 липня 2013. Процитовано 6 серпня 2012.
37. ↑  Cycling News (17 грудня 2011). Blue Mountains Jersey For 2012 Giro D'Italia. Cycling News. Future Publishing Limited. Архів оригіналу за 19 квітня 2012. Процитовано 20 червня 2013.
38. ↑  Giro dItalia 2015 Preview: The Mountain Classification. Cycling updates. 5 травня 2015. Архів оригіналу за 12 травня 2015.
39. ↑  McGann, Bill; McGann, Carol. 1966 Giro d'Italia. Bike Race Info. Dog Ear Publishing. Архів оригіналу за 27 лютого 2014. Процитовано 6 серпня 2012.
40. ↑  Cycling News (15 січня 2010). 2010 Giro jersey presented in Florence. Cycling News. Future Publishing Limited. Архів оригіналу за 18 січня 2010. Процитовано 20 червня 2013.
41. 1 2 3 4 5 6  Gregor Brown (4 грудня 2006). First Edition Cycling News for December 4, 2006. Cycling News. Future Publishing Limited. Архів оригіналу за 13 липня 2014. Процитовано 30 липня 2012.
42. 1 2 3  Giro, la Maglia nera diventa Numero nero [The Giro, the black jersey becomes the black number]. La Gazzetta dello Sport (Italian) . Milan, Italy: RCS MediaGroup. 11 січня 2008. Архів оригіналу за 13 січня 2008. Процитовано 4 серпня 2012.
43. 1 2  91st Giro d'Italia – GT. Cycling News. Future Publishing Limited. 1 червня 2008. Архів оригіналу за 25 жовтня 2012. Процитовано 20 червня 2013.
44. ↑  Giro d'Italia, Intergiro-Wertung. Radsport-seite.de. Архів оригіналу за 28 жовтня 2007. Процитовано 4 серпня 2012.
45. ↑  Hinault: Tres Vidas En Rosa [Hinault: Three Lives In Pink]. El Mundo Deportivo (Spanish) . 10 червня 1985. с. 34. Архів оригіналу (PDF) за 8 травня 2014. Процитовано 27 травня 2012.
46. ↑  Richard Pestes (1 грудня 2007). Giro 1988: Andy's Epic Day. PezCycling News. Архів оригіналу за 4 квітня 2012. Процитовано 27 травня 2012.
47. ↑  Anthony Tan (28 травня 2006). "Seven key moments"; Mission 1 of 2 complete. Cycling News. Future Publishing Limited. Архів оригіналу за 31 серпня 2009. Процитовано 20 червня 2013.
48. 1 2  UCI Cycling Regulations, Part II: Road Races. UCI. 1 лютого 2012: 40. Архів оригіналу за 23 червня 2011.
49. 1 2 3 4 5 6 7 8 9  Tour de France: Time Trials, Mountains Stages, Prologues, and More – For Dummies. Dummies.com. 7 листопада 2008. Архів оригіналу за 6 березня 2013. Процитовано 6 серпня 2012.
50. 1 2  Giro d'Italia – Giro d'Italia: In numbers. Eurosport. Yahoo! and Eurosport. 6 травня 2011. Архів оригіналу за 16 серпня 2011. Процитовано 13 серпня 2011.
51. ↑  Fabio (9 листопада 2003). 87th Giro d'Italia: a bit of History. dailypeloton.com. Архів оригіналу за 24 березня 2010. Процитовано 29 жовтня 2007.
52. ↑  McGann, Bill; McGann, Carol. 1911 Giro d'Italia. Bike Race Info. Dog Ear Publishing. Архів оригіналу за 14 березня 2012. Процитовано 6 серпня 2012.
53. ↑  Le Giro a 100 ans [The Giro d'Italia is 100 Years Old]. larousse.fr (French) . Архів оригіналу за 13 лютого 2013. Процитовано 16 вересня 2010.
54. 1 2 3 4  McGann, Bill; McGann, Carol. 1937 Giro d'Italia. Bike Race Info. Dog Ear Publishing. Архів оригіналу за 20 квітня 2012. Процитовано 6 серпня 2012.
55. ↑  Daniel Friebe (25 травня 2012). The Stelvio: The sacred mountain of the Giro d'Italia. Cycling News. Future Publishing Limited. Архів оригіналу за 27 липня 2012. Процитовано 30 липня 2012.
56. ↑  McGann, Bill; McGann, Carol. 1965 Giro d'Italia. Bike Race Info. Dog Ear Publishing. Архів оригіналу за 27 лютого 2014. Процитовано 6 серпня 2012.
57. 1 2 3  McGann, Bill; McGann, Carol. 1968 Giro d'Italia. Bike Race Info. Dog Ear Publishing. Архів оригіналу за 10 жовтня 2014. Процитовано 6 серпня 2012.
58. ↑  Ian Chadband (5 травня 2013). Giro d'Italia 2013, stage two: Team Sky storm to victory in team time-trial as Salvatore Puccio takes maglia rosa. The Daily Telegraph. London: Telegraph Media Group Limited. Архів оригіналу за 6 травня 2013. Процитовано 4 серпня 2012.
59. ↑  Giro d'Italia 2010 – 4th stage – Liquigas-Doimo wins the team time trial, Vincenzo Nibali takes the maglia rosa. velowire.com. 12 травня 2012. Архів оригіналу за 3 березня 2016. Процитовано 6 серпня 2012.
60. 1 2  Gregor Brown (9 травня 2012). Teams are ready for Giro's team time trial. Cycling Weekly. IPC Media Limited. Архів оригіналу за 12 липня 2012. Процитовано 6 серпня 2012.
61. 1 2  Jean-François Quénet (9 травня 2012). Farrar Only 10 Seconds Away From The Giro's Pink Jersey. Cycling News. Future Publishing Limited. Архів оригіналу за 12 травня 2012. Процитовано 6 серпня 2012.